# Rövarbandet
Rövarbandet (tyska: Die Räuber) är en teaterpjäs från 1781 av den tyske författaren Friedrich Schiller. Den har även spelats på svenska med titeln Rövarna. Den handlar om två bröder, en rebellisk och karismatisk, en kylig och uträknande, som strider om sin faders arv. Rövarbandet är i fem akter och var Schillers första pjäs. Den avhandlar teman om frihet och lagbundenhet, manlighet, uppror och skillnaden mellan gott och ont. Traditionellt har den räknats till Sturm und Drang-rörelsen.
Pjäsen trycktes 1781 utan angiven upphovsman och med falsk utgivningsort. Den uruppfördes 13 januari 1782 på nationalteatern i Mannheim i regi av Wolfgang von Dalberg. Den gjorde succé och innebar Schillers genombrott. Den är förlaga till flera operor, bland annat Giuseppe Verdis Rövarna från 1847.

## Bearbetningar
- I briganti (1836), opera av Saverio Mercadante med libretto av Jacopo Crescini
- I masnadieri (1847), opera av Giuseppe Verdi med libretto av Andrea Maffei
- I briganti (ca. 1895), opera av Lluïsa Casagemas (op. 227) med libretto av Andrea Maffei
- The robbers (1913), film i regi av J. Searle Dawley och Walter Edwin[3]
- Die Räuber (1957), opera av Giselher Klebe